# Hội Địa lý Việt Nam
Hội Địa lý Việt Nam là tổ chức xã hội - nghề nghiệp của những người làm việc trong lĩnh vực địa lý và bản đồ tại Việt Nam .
Hội có tên giao dịch quốc tế tiếng Anh là Vietnam Geography Association, viết tắt là VGA.
Hội thành lập theo phê duyệt của Hội đồng Bộ trưởng trong quyết định số 298/CT ngày 23/11/1988 .
Trụ sở Hội đặt tại số 18 đường Hoàng Quốc Việt, quận Cầu Giấy, thành phố Hà Nội .

## Sự kiện Bản đồ Hoàng Sa 2010
Năm 2010 Hội Địa lý Quốc gia Hoa Kỳ (NGS, National Geographic Society), phát hành bản đồ trên mạng đã ghi chú "China" cho vùng Paracel Islands, thì ngay lập tức người Việt khắp nơi trên thế giới phản ứng mạnh mẽ bằng nhiều hình thức về thông tin không chính xác này. Hội Địa lý Việt Nam đảm trách chính thức gửi thư cho Hội Địa lý Quốc gia Hoa Kỳ yêu cầu Hội này cải chính ghi chú chủ quyền của quần đảo Hoàng Sa mà quốc tế gọi là Paracel Islands .
Sau đó vùng Paracel Islands và Spratly Islands được NGS ghi chú là vùng tranh chấp chủ quyền.